# Том Гітон
Том Гітон (англ. Tom Heaton, нар. 15 квітня 1986, Честер) — англійський футболіст, воротар клубу «Манчестер Юнайтед».
Виступав, зокрема, за клуб «Бернлі», а також національну збірну Англії.

## Клубна кар'єра
Вихованець футбольної школи клубу «Манчестер Юнайтед».
У дорослому футболі дебютував 2005 року виступами на умовах оренди за «Свіндон Таун», в якій провів один сезон, взявши участь у 14 матчах чемпіонату. Частину 2006 року провів в оренді в бельгійському «Антверпені», у складі основної команди якого, утім, так й не дебютував.
Того ж 2006 року повернувся до «Манчестер Юнайтед», де протягом наступних двох років грав за команду дублерів, зрідка потрапляючи до заявки основної команди, за яку жодної гри не провів. Згодом протягом 2008-2010 років віддавався в оренди, встиг пограти за «Кардіфф Сіті», «Квінз Парк Рейнджерс», «Рочдейл» та «Вікомб Вондерерз».
2010 року отримав статус вільного агента і уклав контракт з «Кардіфф Сіті», де наступні два роки був резервним голкіпером. Основним воротарем на той час вже 26-річний гравець став лише у складі «Бристоль Сіті», до якого приєднався 2012 року на умовах однорічного контракту.
У травні 2013 року уклав контракт з іншим представником Чемпіоншипа, «Бернлі», де також став основним гравцем на воротарській позиції. У сезоні 2014/15 дебютував у Прем'єр-лізі, право виступів в якій команда здобула сезоном раніше. В елітному дивізіоні також був основним голкіпером, не завадивши, утім, поверненню команди до другої за силою ліги за результатами сезону.
До складу клубу «Астон Вілла» приєднався влітку 2019 року. За два сезони в клубі відіграв 20 матчів у чемпіонаті, пропустивши 35 голів.
Влітку 2021 повернувся до складу «Манчестер Юнайтед», підписавши 2-річний контракт з опцією продовження ще на рік.

## Виступи за збірну
Протягом 2008–2009 років залучався до складу молодіжної збірної Англії. На молодіжному рівні зіграв у 3 офіційних матчах.
У травні 2016 року воротаря, що на той час не провів жодної офіційної гри за національну збірну Англії, було включено до заявки національної команди для участі у фінальній частині тогорічного чемпіонату Європи у Франції.

## Титули і досягнення
- Володар Кубка Футбольної ліги (1):

«Манчестер Юнайтед»: 2023